# Сент-Этьен-де-Тине
Сент-Этье́н-де-Тине (фр. Saint-Étienne-de-Tinée) — коммуна на юго-востоке Франции в регионе Прованс — Альпы — Лазурный берег, департамент Приморские Альпы, округ Ницца, кантон Туррет-Леванс. До марта 2015 года коммуна административно входила в состав упразднённого кантона Сент-Этьен-де-Тине (округ Ницца).
Площадь коммуны — 173,81 км², население — 1323 человека (2006) с тенденцией к снижению: 1298 человек (2012), плотность населения — 7,5 чел/км².
На территории находятся горнолыжные курорты, в частности, Орон.

## Население
Население коммуны в 2011 году составляло 1296 человек, а в 2012 году — 1298 человек.
| 1962 | 1968 | 1975 | 1982 | 1990 | 1999 | 2006 | 2011 | 2012 |
| ---- | ---- | ---- | ---- | ---- | ---- | ---- | ---- | ---- |
| 1505 | 1549 | 1700 | 1780 | 1783 | 1528 | 1323 | 1296 | 1298 |

Динамика численности населения:

## Экономика
В 2010 году из 804 человек трудоспособного возраста (от 15 до 64 лет) 626 были экономически активными, 178 — неактивными (показатель активности 77,9 %, в 1999 году — 73,2 %). Из 626 активных трудоспособных жителей работали 609 человек (329 мужчин и 280 женщин), 17 числились безработными (5 мужчин и 12 женщин). Среди 178 трудоспособных неактивных граждан 43 были учениками либо студентами, 77 — пенсионерами, а ещё 58 — были неактивны в силу других причин.
На протяжении 2010 года в коммуне числилось 601 облагаемое налогом домохозяйство, в котором проживало 1203,0 человека. При этом медиана доходов составила 18 тысяч 854 евро на одного налогоплательщика.